# República de Florencia
La República de Florencia, oficialmente República Florentina (italiano: Repubblica Fiorentina) fue una ciudad estado establecida en la ciudad italiana de Florencia, en la Toscana. La República fue fundada en 1115, cuando los florentinos o florencianos derribaron la Marca de Toscana y formaron una comuna a la muerte de la marquesa Matilde. La comuna era regida por un consejo conocido como la Signoria, que era elegida por el confaloniero (gobernante titular de la ciudad), que a su vez era elegido por miembros de los gremios florentinos.
La historia de la república rebosa de luchas entre facciones. Los Médici obtuvieron el control de la ciudad en 1434, tras el golpe de Estado de Cosme de Médici contra la facción que le había exiliado el año anterior. Los Médici mantendrían el control de la ciudad hasta 1494, cuando fueron expulsados brevemente por el fraile dominico radical Girolamo Savonarola, y nuevamente después de que Juan de Médici (futuro papa León X) reconquistase la ciudad en 1512. La autoridad medicea fue repudiada una segunda vez en 1527, durante la Guerra de la Liga de Cognac, pero reasumieron el poder en 1531, después de un asedio a Florencia de once meses. 
En 1532, el papa Clemente VII nombró duque de la República Florentina a Alejandro de Médici.En 1537, tras el asesinato de Alejandro de Médici por orden de Lorenzino de Médici, primo lejano del duque, ninguna de las familias más importantes estaba en condiciones de pretender el puesto de los Médici ya que supondría oponerse al emperador Carlos V, del Sacro Imperio Romano Germánico. En ese momento, apareció Cosme I de Médici, con solo 17 años. Apenas fue investido emitió un decreto en el que excluía a Lorenzino y a sus descendientes de cualquier derecho de sucesión, desautorizó al Consejo y asumió la autoridad absoluta de manera tiránica, causando el exilio voluntario de varios notables de la ciudad. Estos, con el apoyo de Francia, intentaron derrocarlo pero fracasaron en la batalla de Montemurlo el 2 de agosto. Después de este golpe de autoridad en la región, Cosme fue reconocido como duque por el emperador Carlos V a cambio de su ayuda contra los franceses en la guerra italiana de 1551-1559.
Este hecho le permitió llevar a cabo la expansión de Florencia, conquistando la República de Siena, luego de la batalla de Marciano en 1554 y controlar la mayor parte de la Toscana. Aunque tuvo que ceder los Presidios de Toscana al Imperio español .
Sin embargo, Cosme de Médici no se resignaba a ser un vasallo del Emperador y buscaba mayor independencia política. De esta manera, treinta y seis años después de establecerse el estado, en 1569, el papa Pío V elevó a Cosme como gran duque de Toscana, poniendo fin al Ducado de Florencia, y en lo sucesivo el gobernante del Gran Ducado de Toscana fue coronado por el papa en Roma. Por considerar que el derecho a establecer un Gran Ducado estaba reservado al Emperador, España y Austria se negaron a reconocerlo, mientras Francia e Inglaterra aguardaron para validarlo finalmente; con el paso del tiempo, todos los estados europeos acabaron por reconocerlo. Los Medici continuaron gobernando hasta 1737, cuando falleció sin descendientes Juan Gastón de Médici y le sucedió Francisco I del Sacro Imperio Romano Germánico.

## Literatura
En 1531 se publicó en la República de Florencia de manera póstuma El Príncipe en Roma, obra del florentino Nicolás Maquiavelo.

## Comuna temprana en Florencia

### Formación de una comuna en Florencia (sigloXI- principios delsigloXII)
Los elementos de autogobierno en las ciudades de Toscana aparecieron incluso durante la época del imperio de Carlomagno, cuando se formaron colegios de costras, elegidos por la gente del pueblo e involucrados en la administración de justicia. Con el colapso del imperio en el siglo X, el poder de los Marqueses de la Toscana aumentó bruscamente, convirtiéndose en los señores feudales más poderosos del reino italiano. La residencia principal de los Margraves era Lucca, y los condes subordinados a ellos fueron nombrados para otras ciudades. Como resultado, se creó un sistema de condados (contado, del italiano Conte - Conde) con centros en las ciudades de la Toscana. El mayor condado fue el florentino. Sin embargo, la autoridad central en la Toscana, como en otras regiones de Italia, era extremadamente débil: no había una administración real, y las familias feudales locales no tenían propiedades territoriales significativas y un poder completo sobre las ciudades. Los obispos en Toscana tampoco pudieron controlar a los condes y las ciudades, como sucedió en Lombardía, y su conservadurismo en el contexto de la reforma de Cluni en evolución no contribuyó a la popularidad de los obispos entre la población.
El rápido crecimiento del comercio marítimo y terrestre en la Toscana en el siglo XI condujo a la aceleración del desarrollo urbano y su transformación en una fuerza política. Durante la lucha del Sacro Emperador Romano Enrique IV con el Papa Gregorio VII, el emperador, tratando de debilitar a la marquesa de Toscana Matilde, aliada del Papa, le otorgó (1081) autonomía a Pisa y Lucca. Florencia siguió siendo la única ciudad toscana que permaneció del lado de Matilde, por lo que recibió una serie de privilegios. Los últimos años del gobierno de la marquesa Matilde estuvieron marcados por el debilitamiento de la autoridad central en Toscana y el comienzo de enfrentamientos entre la gente del pueblo y los señores feudales. Ya en 1107, los florentinos destruyeron el castillo de Monte Galazzi, que pertenecía a una de las familias nobles más influyentes del condado de Florencia. Este fue el comienzo de la lucha de la ciudad por la independencia contra los señores feudales locales. Matilde no intervino en esta lucha, y después de su muerte (1115), el poder en Florencia pasó a la comuna de la ciudad, una organización política de ciudadanos autónoma. La comuna asumió el control de los asuntos internos de la ciudad, resolvió problemas comerciales y artesanales, recaudó impuestos y acuñó monedas, y pronto comenzó a seguir su propia política exterior. El establecimiento de la autoridad comunal en Florencia en 1115 se considera el comienzo de la existencia de una república florentina independiente.
El máximo órgano representativo de la comuna temprana en Florencia fue una reunión general de ciudadanos convocada cuatro veces al año, de la cual se elegía un Consejo con funciones legislativas. El Consejo estaba formado por unas 150 personas, que representaban principalmente a los residentes más ricos de la ciudad. El poder ejecutivo pertenecía a un colegio de doce cónsules, elegidos por un año. Cada dos meses, dos de ellos se convirtieron en líderes de la comuna. La élite gobernante de la república era la caballería urbana pequeña y mediana: los Valvassores y los principales comerciantes, que formaban una capa social especial del patriciado militarizado de la ciudad. Como resultado, la joven república adquirió un pronunciado carácter oligárquico. La estructura interna de la sociedad florentina del siglo XII se caracterizó por la fragmentación de la sociedad en grandes grupos relacionados con la familia. Las familias urbanas más importantes erigieron torres especiales de fortaleza dentro de Florencia, alrededor de las cuales se formaron las llamadas "uniones de torres" de dos o tres familias relacionadas, consorcios. En total, en Florencia, había más de 100 consorcios en constante lucha. Otra capa de organización social compuesta por comerciantes y artesanos talleres, uniendo a representantes de una profesión, independientemente de su origen de tipo familiar o social, así como la primera banca de la casa.

### Conquista del Condado y establecimiento de una subestado (sigloXII)
Después de la muerte de la marquesa Matilde (1115), la autoridad central en Toscana finalmente perdió influencia, aunque el cargo de Marqués se mantuvo durante todo el siglo XII. Comenzó una larga lucha entre las comunas y los señores feudales por el poder y el control sobre el territorio. El primer paso en el camino de la expansión florentina en la Toscana fue la captura y destrucción de la ciudad vecina de Fiesole (1125). Poco a poco, los florentinos se apoderaron de todos los castillos de los aristócratas y subyugaron al obispo de Florencia. A mediados del siglo XII, el territorio del condado florentino estaba gobernado por la comuna, los aristócratas más grandes, las familias de Guidi y Alberti, reconocieron el poder de Florencia. Los señores feudales se establecieron en la ciudad y entraron en las estructuras municipales. En 1182, el emperador Federico I Barbarroja, durante su visita a la Toscana, reconoció el autogobierno de las comunas urbanas, limitando el poder del Marqués a la recaudación de impuestos imperiales y la administración de justicia. Florencia recibió una carta del emperador (1187), en la que se fijaron los privilegios y la independencia de la comuna florentina.
En el congreso en San Genesio (1197), las ciudades toscanas (Florencia, Pisa, Siena, Lucca, Arezzo, Volterra) formaron una alianza entre ellas, dividiendo el territorio de la antigua Marca en esferas de influencia. Como resultado, se desarrolló una guerra civil entre las principales comunas, por un lado, y los señores feudales y los pequeños asentamientos rurales, por el otro, que culminó en el establecimiento en Toscana del poder de varias ciudades-estado. Después de conquistar su condado en el primer cuarto del siglo XIII las ciudades entraron en conflicto entre ellas. Para Florencia, el principal enemigo era la República de Siena, cuya expansión se desarrolló en dirección al condado florentino. La lucha de Siena y Florencia por las dos pequeñas ciudades de Montepulciano y Montalcino continuó con varios éxitos durante varios siglos. Los florentinos lograron concluir una alianza (1171) con Pisa, el puerto marítimo más grande de la Toscana, y se aseguraron de que los bienes florentinos fueran gravados en los barcos de los pisanos a las mismas tasas que los pisanos. Sin embargo, a principios del siglo XIII el fortalecimiento de Florencia en la Toscana central condujo a la formación de dos bloques hostiles: Florencia y Lucca contra la alianza de Pisa y Siena. Este último tradicionalmente se centró en el emperador, que llevó a Florencia al campo del papa. Esto marcó el comienzo de la lucha de Guelfos y gibelinos en Toscana.
Durante el período de conquista, se produjeron cambios importantes en el sistema estatal de Florencia. El colegio de doce cónsules fue reemplazado por la institución del único secretario como jefe de Estado, un alcalde contratado que es elegido por un año, por lo general, de ciudades no residentes y está bajo el control de las autoridades comunales. El Podesta era el presidente de los cuerpos colegiales de la república y dirigía su milicia. La primera mención de un podesta en Florencia se remonta a 1193, y a principios del siglo XIII finalmente se formó como el sistema estatal de Florencia y otras ciudades toscanas. El establecimiento de un subestado significó la caída de la influencia de la antigua nobleza urbana y la transferencia de poder al hombre rico. En ese momento, la ciudad ya ha alcanzado un nivel bastante alto de prosperidad, como lo demuestra, por ejemplo, el hecho de que los nuevos muros de la ciudad, que incluían una serie de antiguas tierras suburbanas, se construyeron en solo dos años (1173-1175). Florencia se ha convertido en el mayor asentamiento y centro comercial de la Toscana central, el número de sus habitantes ha llegado a 30 mil personas. Las relaciones comerciales de los comerciantes florentinos se extendieron a una parte importante de Europa occidental.

### La lucha entre güelfos y gibelinos en Florencia (1216-1260)
Ya en la década de 1210 en Florencia, comenzó una lucha entre los partidarios del papa (güelfos) y el emperador (gibelinos). La república se dividió en dos campos en guerra, utilizando preferencias políticas para luchar por el poder en la comuna. La victoria del emperador Federico II en la batalla de Cortenuovo (1237) fortaleció drásticamente el partido gibelino en el norte y centro de Italia. Bajo la presión de Federico II Florencia reconoció (1238), la soberanía del imperio, y el puesto de Podesta algún tiempo después fue nombrado como el hijo ilegítimo del emperador Federico de Antioquía, que comenzó la política de centralizar la gestión y la unificación de Toscana en un solo estado. La llegada al poder en la república de los gibelinos causó descontento entre la mayoría de los ciudadanos. En 1248, las principales familias Güelfas abandonaron Florencia, lo que provocó una represión masiva en la ciudad contra la oposición. Sin embargo, casi toda la Toscana se vio envuelta en una rebelión contra el emperador. En 1250, el poder de los gibelinos fue derrocado, Federico de Antioquía y sus partidarios huyeron de la ciudad. En la república se estableció "la primera democracia" (en italiano, il Primo Popolo) (1250-1260).
Durante el período de la Primera Democracia, el poder pasó a los poco entusiastas, y la base social del régimen político de Florencia se expandió significativamente debido a las amplias capas de artesanos y comerciantes. A la cabeza de la república estaba el capitán del pueblo: el líder militar y el jefe de la "pequeña comuna". El Podesta, que representaba los intereses de una oligarquía rica, fue removido del poder. También se creó una nueva autoridad municipal: el Consejo de Ancianos (en italiano: Consiglio degli Anziani), que incluía a dos representantes de los seis distritos de la ciudad. El Consejo de Ancianos concentró en sus manos la gestión financiera y fiscal de la república. Otro apoyo del régimen fue el Consejo de Talleres: por primera vez en el gobierno de la república aparecieron tanto comerciantes ricos como representantes de los círculos artesanales de la sociedad. Los consorcios fueron abolidos y sus torres destruidas.
El nuevo gobierno del pueblo continuó la política de expansión territorial: en 1251 la ciudad estableció el control sobre el pequeño puerto marítimo de Talamone, como resultado de lo cual la república recibió acceso directo al mar. Esto provocó que se formara la liga de las comunas gibelinas de Toscana (Pisa, Siena y Pistoia ) contra Florencia y el estallido de la guerra entre los estados toscanos. El ejército florentino logró un éxito significativo, derrotando a las tropas de Siena y subyugando a Pistoia en 1254. Siena se vio obligada a hacer las paces (1255), perdiendo ante Florencia varios territorios fronterizos. Al mismo tiempo, Volterra fue anexada a Florencia. Pisa, que fue derrotada por Génova, acordó otorgar a los comerciantes florentinos el derecho al libre comercio a través de su puerto. Como resultado, en 1255, la hegemonía de Florencia se estableció en la Toscana.
El período de la Primera Democracia estuvo marcado por el éxito no solo en la política exterior, sino también en el desarrollo económico. La ciudad alcanzó su punto más alto, realizado de forma activa nueva construcción (incluyendo el Palazzo del Popolo (ital.-  "palacio de la gente"), el asiento de los más altos magistrados de la república, fundada en 1255), el oro fue puesto en libertad en la circulación florin (1252), que se convirtió en la más popular moneda en Europa, que testificó la transformación de Florencia en un centro financiero paneuropeo. Sin embargo, quedaba una amenaza externa: la coronación de Manfredo de Sicilia (1258) revivió la esperanza de venganza entre los gibelinos italianos. Intentaron un golpe en Florencia, pero fueron derrotados y expulsados. Los gibelinos encontraron refugio en Siena, donde el centro de partidarios del emperador en Italia central comenzó a formarse. En 1260, el ejército florentino, que incluía destacamentos de otras comunas toscanas de Güelfos, atacó a Siena, pero en la batalla de Montaperti el 4 de septiembre de 1260, los florentinos fueron completamente derrotados. Una semana después, las tropas gibelinas entraron en Florencia. La constitución del Popolo fue abolida, y los Gibelinos, partidarios del rey Manfredo, asumieron al poder.

### El triunfo Güelfo y el establecimiento del Priorato (1260-1293)
Después de que los gibelinos llegaron al poder (1260), los Güelfos fueron expulsados de la república, sus propiedades fueron confiscadas, sus casas y torres fueron destruidas. Los exiliados encontraron refugio en Lucca, la única ciudad de la Toscana donde permaneció el gobierno Guelfo. A la cabeza de la República Florentina se encontraba el Conde Guido Novello, nombrado por Manfredo, el vicario general siciliano de toda la Toscana. El conde Guido inmediatamente atacó Lucca y la obligó a aceptar expulsar a los Guelfos (1264). Como resultado, toda la Toscana estaba en manos del grupo gibelino. Sin embargo, el papa pidió ayuda al príncipe francés Carlos de Anjou y le entregó la corona del reino siciliano. En la batalla de Benevento (1266), Manfredo fue derrotado y asesinado. Al año siguiente, las tropas de Carlos de Anjou invadieron la Toscana. Su expedición fue financiada en gran parte por banqueros florentinos que simpatizaban con los Guelfos. La noticia del acercamiento de las tropas francesas hizo huir al conde Guido y a los gibelinos. El poder en la república nuevamente pasó a los Guelfos. Carlos de Anjou fue elegido para el cargo de Podesta y mantuvo este cargo durante los siguientes trece años. Para 1270, toda la Toscana estaba bajo el control de los Guelfos.
Durante el reinado de Carlos de Anjou, la autonomía interna de Florencia continuó a pesar del hecho de que el rey tomó el control de toda la política exterior de la república. Los popolanes fueron retirados del control y el poder se concentró en manos de los magnates (nobles y grandes terratenientes), liderados por el Consejo de los Seis. La creciente influencia del rey Carlos y Francia provocó el descontento del papa Gregorio X, quien intentó (en 1273) lograr la reconciliación entre los guelfos florentinos y los gibelinos, pero fue derrotado debido a la posición de Carlos y los guelfos radicales. Solo en 1280 el legado papal Cardenal Latino dei Frangipani fue posible llegar a un acuerdo entre los guelfos y los gibelinos de Florencia, que acordaron dividir entre sí los puestos municipales de la república. Los gibelinos moderados regresaron a Florencia, por lo cual se les devolvió sus propiedades. Sin embargo, de hecho, los Guelfos permanecieron en el poder: los partidarios del emperador en Florencia eran pocos y débiles en términos económicos. Carlos de Anjou fue removido del cargo de Podesta más tarde.
El colapso del poder Angevino desencadenó una nueva ronda de lucha por la influencia entre varios grupos sociales en Florencia. El rápido desarrollo del comercio, los privilegios recibidos por los comerciantes florentinos en Francia, Nápoles y algunos otros estados, fortalecieron drásticamente la influencia de las tiendas comerciales. Las tiendas comerciales de Florencia realmente tomaron el poder en la república (1282) a través de la institución de sus representantes, talleres, que pusieron a otras autoridades municipales fuera de control. Se abolió la antigua constitución de la república (1283) y se estableció un régimen de priorato que aseguraba el dominio de la élite comercial ("gente gorda" - italiano: popolo grasso), combinados en siete talleres de alto nivel de Arti maggiori. Desde 1287, cinco talleres "medianos" también obtuvieron acceso al poder. Fuera de la élite gobernante, quedaron los "talleres juveniles" de Arti minori, en los que se unieron las capas más pobres de artesanos ("gente flaca" - italiano: popolo minuto). Inicialmente, los nobles retuvieron el derecho a participar en la gestión, siempre que ingresara a uno de los doce talleres de gobierno.
El triunfo Guelfo en Florencia fue acompañado por un aumento en la expansión florentina en la Toscana. Los gibelinos llegaron al poder en Arezzo (1287), lo que causó la invasión y la victoria de los florentinos. Sin embargo, el estallido de la guerra (1288) fue extremadamente infructuoso para Florencia, lo que provocó un movimiento antipatricio dirigido por Jano della Bella, un partidario de una democracia más amplia. Como resultado, se adoptaron los "Establecimientos de Justicia" (en italiano: Ordinamenti di Giustizia) (1293), que cerró el acceso de los magnates a los órganos rectores de la República Florentina. Se formó un nuevo sistema político que durante dos siglos consolidó los principios democráticos de la administración estatal y el gobierno de los popolanes. Cada uno de los 21 talleres en Florencia recibió una participación en la gestión, aunque el poder real permaneció con los talleres de alto nivel. Un resultado sorprendente de la democratización de la república florentina fue la liberación de los campesinos de la servidumbre en todo el estado (1289).

## El apogeo de la República Florentina

### La lucha de los Guelfos "blancos" y "negros" (fines delsigloXIII- comienzos delsigloXIV)
Las reformas constitucionales de Jano della Bella (1292-1293) abolieron el poder de los magnates, les quitaron del control y los privaron de sus derechos electorales. Se estableció la "Segunda Democracia" (italiano. Il Secondo Popolo), basada en las amplias capas de artesanos y comerciantes del gremio. Sin embargo, las duras medidas contra los magnates y el dominio de Jano della Bella, que dependía de las masas desorganizadas, causaron descontento en parte de la sociedad florentina. El proceso contra uno de los magnates (1295) resultó en la derrota del palacio de los más pobres. Esto provocó una respuesta y el ascenso al poder de los popolanes moderados. Della Bella dejó Florencia. Los magnates, nominalmente incluidos en los talleres, recibieron nuevamente su derecho a sufragio. Sin embargo, la tensión entre moderados y radicales persistió. Los moderados "Guelfos blancos" ( italiano: Bianchi) estaban encabezados por Vieri de Cherki, que representaba los intereses de los principales estratos comerciales y artesanales ("gente gorda"), propensos a la reconciliación con los gibelinos, y los radicales "Guelfos negros" (italiano: Negri) dirigidos por Corso Donati, no confiaban en la nobleza y eran ardientes partidarios del papa. Los "Guelfos negros" se unieron al "pueblo flaco", hostil a la élite comercial y artesanal de la república. La lucha entre los "blancos" y los "negros" continuó con diversos éxitos hasta finales del siglo XIII, hasta que las tropas de Carlos de Valois (1301), invitados por el papa Bonifacio VIII para apoyar a los "negros", capturaron Florencia. El ejército franco-papal expulsó a los moderados (1302), incluido Dante Alighieri, y estableció un régimen de terror contra los "blancos": más de 600 residentes de Florencia fueron condenados a muerte. Todos los puestos en la república fueron ocupados por simpatizantes de Donati.
Los Guelfos Blancos se refugiaron en las comunas Gibelinas de Toscana, principalmente en Pisa, y buscaron ayuda para el emperador Enrique VII, que había entrado en Italia con su ejército. Aunque el emperador murió mientras organizaba una campaña contra Florencia  (1313), la amenaza externa siguió siendo aguda: el dictador de Pisa Uguccione della Faggiola se opuso a la república, derrotando a la milicia florentina en la batalla de Montecatini (1315), y luego el signor Lucci Castraccini atacó las posesiones de Florencia. Florencia se vio obligada a pedir ayuda a Roberto, rey de Nápoles, proporcionándole el poder más alto en la república y el derecho a nombrar a los demás magistrados. La soberanía del rey napolitano sobre Florencia duró hasta 1322. Sin embargo, la captura de Castruccio Castraccani en Pistoia (1325) y la próxima derrota de los florentinos en Altopasho nuevamente requirieron medidas extraordinarias: Florencia cambió a la práctica de contratar destacamentos armados de Condotieros extranjeros para protegerse. El duque Carlos de Calabria, hijo del rey Roberto, fue elegido Signor de la República con el derecho de nombrar a un sacerdote y a varios otros funcionarios y una gran recompensa monetaria. Florencia logró liberar Pistoia, pero con la muerte (1328) de Castruccio Castracani ya no necesitaba la regla de los extranjeros. Como resultado, la antigua constitución republicana fue restaurada.

### Desarrollo socioeconómico de Florencia a mediados delsigloXIV
A mediados del siglo XIV, Florencia se había convertido en el principal centro financiero e industrial de Europa. Las casas bancarias de Florencia fueron acreditadas por los principales estados europeos y el papa, prestaron dinero a Inglaterra, Francia, Nápoles, recibieron derechos de monopolio para exportar productos básicos (lana de Inglaterra, grano del sur de Italia). Los productos de los talleres de lana y tela de la república se exportaron a toda Europa y el Mediterráneo oriental, y las materias primas para la producción de una tela florentina delgada tan valiosa se llevaron a la ciudad desde Inglaterra, Flandes y Francia. Florencia se convirtió en uno de los primeros estados donde el capitalismo comenzó a desarrollarse, había una capa de trabajadores asalariados y manufactura.
A mediados del siglo XIV, la expansión de la República Florentina en la Toscana continuó. Pistoia (1331), Arezzo (1351), Volterra (1361) finalmente se unieron. El intento de capturar Lucca no tuvo éxito a pesar de la alianza concluida con Venecia (1336). Además, Lucca quedó bajo el dominio de Pisa (1342), lo que obligó a Florencia a recurrir nuevamente a los extranjeros para obtener ayuda militar. El duque de Atenas, Gautier de Brienne (1342), fue elegido capitán y protector permanente de Florencia, en cuyas manos se concentraba el poder administrativo, la gestión financiera y de asuntos exteriores. Gauthier de Brienne hizo las paces con Pisa y comenzó a luchar contra la crisis financiera mediante la introducción de una moratoria sobre el pago de las deudas. Confiando en la nobleza, por un lado, y en los estratos más bajos de la población, por otro, Gauthier de Brienne intentó destruir el sistema republicano, y durante la realización de la "inclinación" en apoyo del duque, el Palacio Signoria fue saqueado y la bandera de la gente (gonfalon) fue destruida, un símbolo de la república. Los priores fueron privados del poder. Los intentos sobre los cimientos del sistema constitucional de la república causaron (1343) un levantamiento en Florencia bajo el lema de la restauración de la libertad, que fue liderado por el liderazgo del gremio y algunos nobles. Gauthier de Brienne fue expulsado, y los magnates y los "gordos" llegaron al poder. Sin embargo, el intento de los magnates de recuperar su derecho a ocupar altos cargos en el gobierno fracasó: un nuevo levantamiento de los popolanes llevó a la expulsión de los magnates de Florencia. Se llevó a cabo una reforma que aseguró la división del poder en la república entre los talleres sénior, medio y júnior, lo que significó una mayor democratización del sistema sociopolítico.
Sin embargo, en relación con las quiebras de los reinos inglés y francés (1340), estalló una grave crisis financiera en el país, que afectó especialmente a las principales casas bancarias de Bardi y Peruzzi. La crisis minó significativamente la posición de la oligarquía florentina y contribuyó a la democratización del sistema estatal. La población de la ciudad en este momento había crecido a 120 mil personas, y la proporción de artesanos no asalariados y trabajadores asalariados había aumentado significativamente. No tenían una oficina de representación en los órganos rectores y el derecho a unirse a corporaciones comerciales y artesanales. Esto intensificó el antagonismo entre los talleres y la población sin gremio y dio lugar a disturbios de hambre (1368) y las primeras huelgas de trabajadores en la historia europea (huelga (1345) de peinetas). En 1346, se aprobó una ley que despojó los derechos electorales de los inmigrantes cuyos padres no nacieron en Florencia. El gobierno intentó prohibir (1347) la ocupación de puestos gubernamentales por parte de los Gibelinos, pero esta ley no se aprobó debido a la resistencia de los talleres más jóvenes, que temían el abuso electoral. La epidemia de peste (1348), que mato a casi la mitad de la población, restringió brevemente el proceso de fortalecimiento de los elementos aristocráticos, sin embargo, ya en 1351 finalmente se aprobó la ley sobre los gibelinos, y se otorgó el derecho a determinar las personas destituidas de cargos en la Signoria. Como resultado, un número significativo de ciudadanos fueron privados de sufragio.
Después de la restauración de la constitución democrática (1343), la política exterior perdió sus aspiraciones expansionistas y se limitó a defender las fronteras de la república. La práctica de contratar destacamentos militares de condottieros extranjeros comenzó a usarse más ampliamente para defender las fronteras y repeler los intentos de agresión contra Florencia por parte de los estados vecinos. Solo en 1362 la República se vio envuelta en operaciones militares a gran escala contra Pisa, pero la guerra terminó (1364) por el agotamiento mutuo de las partes y el reconocimiento del derecho al libre comercio de Florencia a través del puerto de Pisa.

### El levantamiento de los Ciompi y el ascenso al poder de la oligarquía (finales delsigloXIV-principios delsigloXV)
La dominación indivisa del partido Guelfo en Florencia en la década de 1370 llevó a una grave crisis política: debido a las políticas proteccionistas del Papa y las incursiones depredadoras de los condotieros papales en el territorio de la república, estalló la guerra de Florencia con el papa Gregorio XI (Guerra de los Ocho Santos 1375-1378). Aunque las hostilidades no fueron brutales y libradas por las fuerzas mercenarias, la guerra supuso un gasto público enorme, grandes pérdidas por el comercio y la artesanía, y una crisis moral. Después del final glorioso de la guerra, una de las facciones en guerra en el partido Guelfo liderado por la familia Albizzi intentó tomar el poder en la república y cambiar la constitución. Esto provocó una respuesta de los miembros: el 18 de junio de 1378, por llamada del gonfaloniero Salvestro de Medici, estalló una rebelión popular en Florencia, expulsando a los líderes del partido Guelfo y transfiriendo el poder a los talleres más jóvenes. Pero ya en julio, la sublevación fue provocada por trabajadores asalariados no organizados de talleres de lana, Ciompi, que exigieron que se les otorgara el derecho de crear talleres y participar en el gobierno. Los rebeldes, dirigidos por Michele di Lando lograron tomar el poder y la organización de tres nuevos talleres: Tintori (tintoreros), Farsettai (sastres) y Ciompi (peinadoras de lana y otros trabajadores auxiliares), quienes recibieron el derecho de elegir a tres de las nueve repúblicas anteriores. Fue un cambio radical en todo el sistema constitucional y un intento de incluir a las clases bajas en la élite política. Pero el 31 de agosto de 1378, los destacamentos de Ciompi fueron derrotados. El taller de los Ciompi fue abolido, pero los otros dos nuevos talleres fueron preservados. El poder pasó a los talleres júnior, que intentaron llevar a cabo reformas fiscales y eliminar la crisis financiera. Sin embargo, la lucha en dos frentes, contra los Ciompi y contra los Guelfos, el fracaso de las reformas y la ausencia de un líder autorizado entre los "flacos" debilitó al régimen. En 1382, estalló una revuelta de magnates, que retiró del poder a los talleres más jóvenes, liquidó las nuevas corporaciones de Tintori y Farsettai, y recuperó el control de los talleres de alto nivel sobre la administración estatal.
La revuelta de los Ciompi reveló profundas contradicciones sociales y constitucionales en la república, sin embargo, en Florencia, la principal fuente de confrontación fueron los conflictos entre familias. La familia florentina era una institución muy fuerte, aunque inestable, que era la base del sistema constitucional, cuyo parentesco y lazos territoriales impregnaban los estratos sociales y mantenían un estado de inestabilidad constante en la sociedad. En 1382, la estrecha oligarquía de varias familias de magnates y “gordos popolanes” llegó al poder, entre los cuales el papel principal pasó gradualmente a los Albizzi a principios del siglo XV. Los oligarcas llevaron a cabo una nueva reforma del sistema de administración pública: los poderes de las comisiones especiales se fortalecieron drásticamente, la participación de los talleres júnior en la administración se redujo a 1/4, se estableció el control sobre el procedimiento de elección, los dispositivos de poder y los consejos de la comuna y el pueblo se vieron muy limitados por las nuevas instituciones colegiales que representan los intereses de la oligarquía gobernante. Sin embargo, la élite política de Florencia permaneció relativamente abierta y no se convirtió en una casta cerrada; no se produjeron cambios radicales en la legislación y la organización del sistema de gestión. Los conflictos interfamiliares continuaron dentro de la oligarquía gobernante, y aunque los Albizzi dominaron el sistema de gobierno de la república a comienzos de los siglos XIV y XV, no lograron monopolizar el poder.
El fin del siglo XIV - principios del siglo XV estuvo marcado por un fuerte aumento de la amenaza externa. La expansión del duque de Milán Gian Galeazzo Visconti en dirección a Toscana (desde 1390) minó la posición internacional de la república. Gian Galeazzo logró agregar a sus posesiones Perugia, Siena, Pisa y Bolonia. Florencia, que estaba rodeada por todas partes por posesiones milanesas, en realidad tuvo que librar una guerra por la independencia. Solo la muerte de Gian Galeazzo (1402) salvó la ciudad. Al mismo tiempo, se reanudó la expansión de la república: se recuperó el control sobre Arezzo (1384), y como resultado de la guerra 1405-1406, Pisa , el puerto marítimo más grande de la Toscana, fue anexada a Florencia. Gracias a esto, la posición de los florentinos en el Mediterráneo y Bizancio se fortaleció fuertemente. En 1421, Livorno y una parte importante de la costa toscana fueron adquiridos de Génova. La larga guerra de Florencia con Ladislao, rey de Nápoles, que subyugó una parte importante de la región papal, condujo a la adhesión de Cortona. Se concluyó un tratado de alianza a largo plazo  (1425) con Venecia contra Milán, según la cual Toscana y Romaña fueron reconocidas como la esfera de influencia de Florencia, sin embargo, después del final de la guerra contra los milaneses (1428), Florencia no recibió ninguna compensación.
En 1429, Florencia atacó Lucca, pero esta guerra no tuvo éxito. Siena y Milán acudieron en ayuda de Lucca, la guerra se convirtió en una situación financiera prolongada y extremadamente difícil. Solo un intento aventurero de inundar Lucca desviando las aguas del río Serchio (1430) le costó a la república 40 mil florines de oro. En 1433, las tropas florentinas fueron derrotadas y los milaneses se acercaron a Florencia. Tuvieron que hacer las paces y abandonar los reclamos en Lucca. La guerra fallida minó la posición del gobierno y exacerbó las contradicciones internas. Una enemistad de larga data entre el clan gobernante de los Albizzi y una familia rica e influyente los Medici, mal representados en los órganos de gobierno de la república, se convirtieron en una confrontación abierta. En 1433, Rinaldo Albizzi, habiendo ganado las elecciones en la Signoria, arrestó y expulsó a Cosimo Medici de Florencia y confiscó las propiedades de su familia.

### Los sistemas de control de la república florentina
La República Florentina del siglo XIV se caracterizó por una participación inusualmente amplia de la población en la administración pública, lo que sugiere un alto grado de democratización del sistema sociopolítico. A finales de siglo, había más de 3.000 puestos gubernamentales en la República para los cuales se celebraban elecciones anualmente, y una parte importante de los puestos se cubría por sorteo. El derecho a elegir y ser elegido para los organismos gubernamentales afectaba a todos los miembros de corporaciones comerciales y artesanales (talleres) excepto a los trabajadores asalariados no organizados, inmigrantes y nobles; quienes fueron privados del derecho a sufragio. El nivel de participación de la población en el poder en Florencia no tenía precedentes en ese momento. El volumen del sistema administrativo, la estrecha especialización funcional de sus cuerpos y el sistema de equilibrio de poder entre los diferentes magistrados aseguraron el mantenimiento del sistema republicano y evitaron la usurpación del poder en Florencia por una persona.
Según los "Establecimientos de Justicia" (1292), el órgano ejecutivo más alto de la república era un colegio de seis priores que representaban a los talleres de alto nivel. Los priores lideraban la política interna y externa del estado y tenían derecho a la iniciativa legislativa. Los priores eran elegidos por dos meses y durante el ejercicio de sus funciones vivían en el Palacio Signoria especialmente construido (en italiano: Palazzo della Signoria). Los sucesores de los actuales priores eran elegidos en una reunión especial en la que participaron los propios priores, los jefes de los doce talleres gobernantes y los representantes de seis distritos de la ciudad. En 1293, se estableció una nueva posición: la de Confaloniero de justicia, que recibió las funciones de jefe de Estado y el derecho de hacer cumplir las decisiones judiciales contra los funcionarios de la república. El Confaloniero estaba subordinado a la guardia especial de mil personas. Los seis priores y el confaloniero formaron el gobierno de la República de Florencia.
La formación del colegio de priores no destruyó las viejas instituciones municipales. Seguía habiendo un puesto de orgullo, en el que los extranjeros solían ser elegidos por un período de un año. El Podestà sirvió como juez supremo y comandante en jefe de las fuerzas armadas de la república. En sus actividades, el Podestá obedecía al prior. La estructura de su administración incluía dos consejos: el Consejo de Ancianos, que incluía dos representantes de cada uno de los seis distritos de Florencia, y el Consejo de los cien, que era un Senado elegido. El Podestá y su consejo representaban los intereses de la comuna de la ciudad en su conjunto. También había magistrados especiales para la parte popular de la población: el capitán del pueblo quien dirigía la milicia gremial, convocada para defender el sistema constitucional, y dos consejos subordinados a él, elegidos por todas las tiendas de Florencia.
La institución de la democracia directa era la asamblea popular, en la que todos los ciudadanos podían participar. Aunque esta institución existió casi a lo largo de la historia de una república independiente, no tenía derechos especiales y fue convocada de manera extremadamente irregular para confirmar ciertas decisiones del gobierno o los funcionarios. Estas reuniones sancionaron reformas administrativas o fiscales, pero no pudieron discutir proyectos de ley y no tenían poder judicial.
Después de la eliminación de los Anjou (1328), se llevó a cabo una nueva reforma del sistema de gestión. Las principales innovaciones fueron la elección de un cargo público por lote y la fijación del derecho al poder para los 21 talleres en Florencia. Además, se reorganizó el sistema de consejos: en lugar de numerosos colegios bajo las más altas autoridades, se crearon tres: el Consejo de la comuna, con las funciones judiciales y legislativas de 250 personas elegidas por todos los ciudadanos de la comuna, el Consejo de las personas bajo el capitán, que representa los intereses de los talleres y que constaba de 300 personas, y el Consejo de los cien priores, quienes desempeñaron el papel del Senado de la República. A los doce ancianos ("buena gente") se agregaron otros dieciséis confalonieros de la policía armada del pueblo, representantes de 16 distritos de Florencia, que juntos formaron una junta especial: el Consejo de la Signoria, que aprobó los proyectos de ley antes de su consideración en los consejos. El Consejo del Pueblo y el Consejo de la Comuna eran los cuerpos legislativos de la república. El nuevo sistema de organización administrativa limitó severamente la posibilidad de usurpación del poder por una persona, como sucedió en otras comunas italianas a principios del siglo XIV, cuando la tiranía y la signoria, incluidas las hereditarias, reemplazaron el sistema republicano.
En 1343 se dio otro paso hacia la democratización: la Signoria se amplió a nueve priores, de los cuales dos fueron elegidos de los talleres de alto nivel, tres del medio y tres de los más jóvenes y el noveno fue elegido por turno. Así, los talleres más jóvenes obtuvieron acceso al gobierno de la república.
Los derechos de voto en la república fueron disfrutados por los miembros de veintiún talleres florentinos. A los magnates, nobles, inmigrantes de primera generación, artesanos no gremiales y trabajadores asalariados se les negó el derecho a ocupar cargos públicos y participar en las elecciones. Según la ley (1351), la Signoria también recibía el derecho de determinar cuál de los ciudadanos era un "gibelino" y, por lo tanto, excluir a aquellos que son objetables de participar en las elecciones. Las elecciones se llevaban a cabo por un colegio especial de escrutadores, elegido por los talleres, que a su vez fueron sorteados con base en una lista consolidada de personas de candidatos de cuartos, talleres y el partido Guelfo. Los anteriores fueron elegidos por dos meses,los miembros de los cuerpos legislativos -el Consejo de la comuna y el Consejo del pueblo- por seis meses. Las listas de personas propuestas para la elección de cargos gubernamentales superiores eran muy amplias. Así, por ejemplo, a principios del siglo XV, se propusieron unos 2.000 candidatos para el sorteo en Signoria. Un número aún mayor de ciudadanos estaba en las listas para la elección de magistrados inferiores. A finales del siglo XIV, la oligarquía gobernante, dirigida por los Albizzi, estableció el control sobre el procedimiento electoral, lo que aseguró la preservación de su poder durante varias décadas.
Desde la segunda mitad del siglo XIV de particular importancia en el sistema político fueron las comisiones extraordinarias, los Bali, formadas en tiempos de crisis internas o externas, quienes recibían poderes especiales en la república por un tiempo limitado. El papel más importante fue desempeñado por el Consejo de los Ocho, que dirigió las operaciones militares durante la Guerra de los Ocho Santos (1375-1378), después de su llegada al poder (1382) adquirió un carácter permanente. Durante la guerra con Lucca (1429) se formó el Consejo de los Diez, que estableció el control sobre las acciones de la Signoria. Otro bali se ocupó de la determinación de las personas a ser expulsadas y la formación de listas de ciudadanos para ocupar cargos públicos, y así se convirtió en un instrumento de influencia de la oligarquía gobernante. Sin embargo, los bali nunca intentaron usurpar el poder en el estado y aplastar por completo la constitución democrática.
A fines del siglo XIV, el papel del colegio de los priores, así como el de la comuna y los habitantes en proceso de toma de decisiones políticas, disminuyó drásticamente. Bajo la Signoria, se creó otro consejo asesor, que incluyó a representantes de las principales familias, y en el cual se concentraron las palancas del gobierno mientras se mantenía el antiguo sistema democrático de consejos y magistrados. El papel de los talleres júnior y medios en la gestión fue significativamente limitado. De 60 a 70 familias líderes de “gordos popolanes”, al manipular las elecciones y eliminar a los censurables de las listas de votación, se aseguró el dominio en el estado, y para la década de 1420 su influencia ya no dependía de los puestos ocupados en el aparato estatal.

### Sistema financiero. Fuerzas Armadas
Inicialmente, los ingresos del presupuesto de la comuna florentina formados de los aranceles e impuestos sobre las operaciones comerciales. Los ingresos de los procedimientos judiciales (multas, deberes), así como los ingresos extraordinarios a la tesorería en caso de confiscación de bienes de un ciudadano condenado o exiliado de Florencia, fueron de cierta importancia. La agitada vida comercial permitió financiar bastante bien los gastos de la república, incluidas las campañas militares contra los señores feudales de la Toscana y las comunas vecinas y el mantenimiento del aparato estatal. Sin embargo, en el siglo XIV con la intensificación de las amenazas externas y la formación de un sistema de gestión engorroso, las fuentes tradicionales de ingresos financieros se volvieron escasas. Enormes cantidades absorbieron las guerras libradas por Florencia con ejércitos dirigidos por condotieros. Además, la élite comercial y artesanal gobernante evitó en todos los sentidos aumentar los aranceles y los impuestos indirectos. Las crisis bancarias periódicas en Europa y la creciente competencia entre los fabricantes de telas holandeses e ingleses también exacerbaron la situación. Como resultado, a principios del siglo XV, el gobierno florentino comenzó a recurrir activamente a la práctica de préstamos forzosos (por ejemplo, un préstamo de 1424 por un monto de 150 mil florines de oro). Sin embargo, una innovación fundamental fue la introducción de la fiscalidad universal. En 1427, a pesar de la resistencia de parte de la oligarquía, se realizó una evaluación universal de los bienes muebles e inmuebles de los ciudadanos de Florencia y se introdujo un impuesto único sobre la propiedad y el capital por un monto del 0,5%. Aunque la práctica de pagar impuestos a la propiedad ha existido durante varios siglos, fue la compilación del catastro en 1427 y la fijación legislativa del monto del impuesto lo que se convirtió en la base del nuevo sistema financiero del estado. En 1433, los impuestos a la propiedad y al capital se hicieron progresivos: dependiendo del tamaño de la propiedad, los contribuyentes contribuyeron del 1 al 3% a la tesorería del estado.
El núcleo de las fuerzas armadas de la Primera República florentina era la milicia de la gente del pueblo. Para su época, era un ejército bastante efectivo, unido por el espíritu común de la lucha por la libertad de la comuna. Estas fuerzas lograron subyugar el distrito rural de Florencia, derrotar a los señores feudales y destruyendo sus castillos. La milicia estaba dirigida, por regla general, por pequeños caballeros urbanizados, los Valvassores, que habían pasado al servicio de la comuna. Sin embargo, después de que los popolanes llegaron al poder en Florencia y los señores feudales fueron expulsados, el poder militar de la milicia de la ciudad comenzó a caer: tomar el control de la república, los círculos comerciales y artesanales perdieron interés en el servicio militar, y las habilidades y tácticas de las operaciones militares se perdieron. La república se vio obligada a invitar para su protección a los gobernantes extranjeros: Carlos de Anjou, Gauthier de Brienne, Roberto de Nápoles, - dirigieron sus propios ejércitos de caballeros. La experiencia de la lucha armada de la gente del pueblo por su libertad se transformó en organizaciones paramilitares territoriales-familiares unidas en los "estandartes" (Confalones, distritos) de Florencia, encabezados por los capitanes del pueblo. Estas formaciones aseguraron durante varios siglos la preservación de la constitución republicana de Florencia y no permitieron el establecimiento de la tiranía en el país.
Con la caída de la importancia de la milicia, Florencia comenzó a recurrir a la contratación de unidades militares para proteger su territorio y la anexión de nuevas tierras. Como resultado, en el siglo XIV, las fuerzas armadas de la república estaban formadas casi exclusivamente por mercenarios extranjeros, liderados por un condottieros, que reclutaban un destacamento y firmaban un acuerdo de servicio militar con representantes de la república. Ya en la batalla de Montaperti en 1260, 200 mercenarios de caballería de Romagna lucharon del lado de la república. En diferentes momentos, Florencia sirvió a tan prestigiosos condottieros como Raymondo de Cordona, John Hawkwood, Francesco Sforza, Erasmo de Narni. Aunque los ejércitos profesionales de los condottieros eran superiores en cualidades de combate a las milicias de caballeros modernos, su renuencia a sacrificarse por el bien del estado que los contrató, así como las frecuentes transiciones para servir con el enemigo, que ofrecía mayores recompensas, crearon dificultades significativas para que Florencia condujera la política exterior. Las campañas de la República durante la Guerra de los Ocho Santos (1375-1378), o la guerra con Lucca 1429-1433 debilitaron significativamente la situación internacional de la república y condujo a crisis estatales agudas.

### Comienzo del Renacimiento en Florencia
El desarrollo temprano de la comuna en Florencia, la formación de la cultura urbana, el surgimiento de la sociedad civil y el patriotismo comunitario, la democratización del sistema de gobierno, así como el interés en la antigüedad, llevaron al desarrollo en Florencia en el siglo XIII de una cosmovisión humanista con su interés en las personas y la sociedad. Florencia se caracterizó especialmente por el surgimiento temprano de la idea de libertad como un gran valor del estado florentino y un orgullo especial en su sistema republicano. Fue Florencia la que se convirtió en el primer líder del movimiento humanista italiano. La figura más grande del humanismo naciente fue el florentino Dante Alighieri (1265-1321), quien sentó las bases del lenguaje literario italiano y creó una literatura humanista completamente nueva. Sus seguidores, Francesco Petrarca (1304–1374), el fundador de la poesía lírica, y Giovanni Boccaccio (1313–1375), el fundador del género de novelas, también vinieron de Florencia. La relación entre el hombre y la sociedad y los problemas de igualdad y patriotismo se reflejan en las obras del florentino Leonardo Bruni (1375-1444). La literatura histórica ha alcanzado un alto nivel en las obras de Dino Compagni (1255-1324) y Giovanni Villani (1275-1348).
La cosmovisión humanista contribuyó a la formación en Florencia de uno de los centros más importantes del arte europeo. La ciudad se convirtió en el centro del Primer Renacimiento en Italia. Se formó una escuela de arte florentina completa, una de las principales escuelas del Renacimiento italiano. Su antepasado fue Giotto (1276–1337), partiendo de los principios canónicos del arte medieval y sentando las bases para el arte renacentista. Entre los seguidores más talentosos se encontraba Masaccio (1401-1428), uno de los artistas italianos más grandes del Renacimiento temprano. A principios del siglo XV comenzó el florecimiento de la escultura y la arquitectura florentina. Las obras de Lorenzo Ghiberti (1381-1455), Filippo Brunelleschi (1377-1446) y Donatello (1386-1466) alcanzaron alturas sin precedentes en expresividad y realismo. El tema principal de su arte fue la heroización del ideal de la persona humana. Los edificios y monumentos creados por estos maestros se convirtieron en la decoración principal de Florencia y le dieron fama mundial.
Las tradiciones establecidas por los grandes florentinos de finales del siglo XIV y principios del XV, se desarrollaron en las obras de los maestros del Alto Renacimiento, que florecieron en el período de la Signoria de Medici en Florencia.

## Signoria Medici

### La formación de la Signoria de Medici (1434-1469)
La base del bienestar de la familia Médici fue establecida por Giovanni de Médici (1360-1429), quien fundó el Banco Medici en Florencia en 1397, que pronto se convirtió en uno de los más ricos de Italia. A principios del siglo XV, la importancia de las ramas de producción tradicionales (costura, industria de la lana), que se redujo al marco estrecho de la regulación de las tiendas y sufrió la competencia de los artesanos extranjeros, disminuyó en la república y las operaciones bancarias salieron a la luz en la economía. Florencia se convirtió en el mayor centro financiero de Europa occidental, y el Banco Medici, en el mayor banco europeo. Sus sucursales estaban en Roma, Génova, Nápoles, Venecia, Aviñón, Brujas y Londres, recibió más de la mitad de sus ingresos de Roma, convirtiéndose en el principal acreedor de la curia papal y la propia república florentina, cuyo sistema financiero se vio afectado por las guerras fallidas con Lucca y Milán. En Florencia, Giovanni de Medici ganó gran popularidad entre la gente (principalmente entre los residentes del condado y las ciudades dependientes de Florencia, así como entre los habitantes Popolanos del barrio de San Giovanni) debido a su reputación, respeto por el sistema republicano y el apoyo financiero de sus partidarios. La influencia de la familia Médici despertó el descontento de la oligarquía gobernante Albizzi y Strozzi, y en 1433 el hijo y heredero de Giovanni, Cosme de Médici, fue expulsado de la república.
Sin embargo, ya en 1434, los partidarios de los Médici ganaron las elecciones al gobierno de Florencia. Cosme regresó triunfante a su tierra natal. El intento de Rinaldo Albizzi de llevar a cabo un golpe de Estado fracasó y la vieja oligarquía se vio obligada a huir del país. Se formó una Comisión de los Diez, que recibió el derecho de elegir priores (los miembros de la Signoria) y seleccionar candidatos para otros altos cargos en Florencia, aboliendo así la tradición de las elecciones por sorteo. Aunque se conservó la constitución republicana y todos los órganos de gobierno de la comuna, y el propio Cosme no ocupó ningún puesto especial en el estado, se convirtió en el gobernante de facto de Florencia. La Comisión de los Diez, de la cual Cosme de Médici fue miembro desde 1438, apartó de la gestión a todos los demás cuerpos superiores de la república y concentró los mecanismos de poder en sus manos. Esto hizo posible asegurar la estabilidad en el estado, pero el instituto de elecciones democráticas fue reemplazado por el sistema de poder personal de la "Signora" de Florencia. Sin embargo, la política de Cosme y sus sucesores se caracterizó por la demostración y el cultivo del principio de conciliación y sumisión a la voluntad del Estado como un medio para lograr la unidad de la sociedad civil y fortalecer su propio poder. Los Médici se convirtieron en maestros del compromiso; al dialogar con todos los estratos sociales, contribuyeron a la adopción de las ideas de tolerancia en la república florentina.
La política exterior de Florencia fue totalmente controlada y dirigida por Cosme de Médici. La principal amenaza para la república era el ducado de Milán, regido por Filippo Maria Visconti. Habiendo entrado en una alianza con Venecia y contratando un gran ejército de condotieros, las tropas florentinas derrotaron a los milaneses en 1440 en la batalla de Anghiari. Esto permitió expulsar a los Visconti de la Toscana y anexar los tramos superiores del ríoArno con la ciudad de Poppi. Siguió una lucha por el trono de Milán, en la que Cosme apoyó activamente a Francisco Sforza, quien después de su coronación como duque de Milán en 1450 aseguró el establecimiento de una paz duradera entre los dos estados. La Unión Florencia-Milán se encontró con un enemigo en el bloque veneciano-napolitano, pero bajo la influencia del papa Nicolás V en 1454, se firmó la Paz de Lodi, firmada por todos los estados más grandes de la península itálica, que estableció un sistema de equilibrio en Italia y abrió un largo período de convivencia pacífica de los estados italianos.
El establecimiento de la paz y la celebración en Florencia del Concilio Ecuménico en 1439-1445 concluyó en la unión con la Iglesia ortodoxa, esto aumentó significativamente el prestigio del país. Sin embargo, la oposición a las autoridades Médici en Florencia continuó existiendo: en 1458, una conspiración dirigida por Luca Pitti con la idea de restaurar la democracia, hizo que por algún tiempo Cosme restaurara las elecciones por sorteo. Incluso después de su cancelación secundaria, los Médici se vieron obligados a tener en cuenta la opinión de la oposición y evitar la violación abierta de la constitución republicana. La popularidad generalizada de Cosme continuó durante todo su gobierno. Bajo su mandato, la primera biblioteca pública en Europa se abrió en Florencia, en 1439 se revivió la Academia Platónica y la ciudad fue embellecida. Cosme Medici se convirtió en un mecenas activo de las artes y dio órdenes a Brunelleschi, Donatello y Fra Angelico.
Después de la muerte de Cosme en 1464, la oposición, dirigida por Nicolo Soderini, logró aprobar una ley sobre la restauración de las elecciones por sorteo y la elección de un confaloniero. Sin embargo, los intentos de reforma democrática fracasaron en los consejos de los partidarios de Médici. En 1466, Pitti y Soderini descubrieron una nueva conspiración. Venecia apoyó a la oposición, pero en 1468 sus fuerzas fueron derrotadas por una coalición de Florencia, Milán y Nápoles.

### El ascenso y la caída de la Signoria (1469-1494)

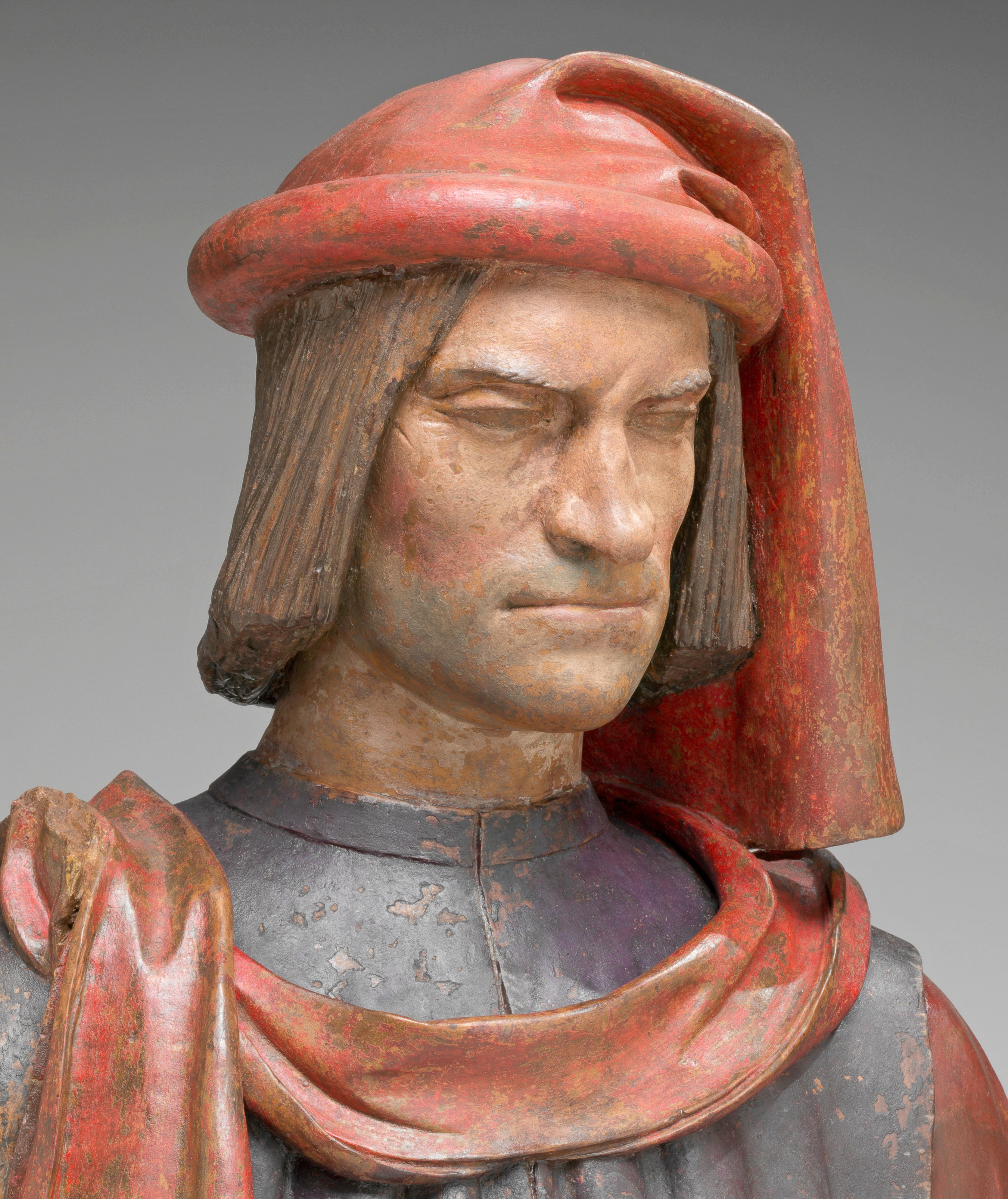
Busto de Lorenzo de Médici por Verrocchio.

Florencia alcanzó su apogeo durante el mandato de Lorenzo de Médici (1469-1492), apodado el Magnífico. Un largo período de paz contribuyó al bienestar y la prosperidad de la república. La disminución en la producción de telas fue compensada por el rápido desarrollo de la producción de telas de seda, en el volumen de exportación del que Florencia ocupó uno de los primeros lugares en Europa. El crecimiento del comercio continuó, principalmente con el Imperio otomano, Francia y el Levante mediterráneo, así como las operaciones de préstamos internacionales de las casas bancarias florentinas. Gracias al patrocinio de Lorenzo Medici y la promoción activa de las artes, la ciudad se convirtió en el principal centro del Renacimiento italiano. En este momento, Sandro Botticelli, Angelo Poliziano, Giovanni Pico della Mirandola y Miguel Ángel trabajaban en la ciudad. En Florencia, se realizó una nueva construcción y mejora de la ciudad.
La estabilidad del poder estaba asegurada por la reforma del aparato estatal. Con la preservación de los cuerpos republicanos en 1480, se estableció el Consejo de los Setenta, que adquirió las funciones del gobierno y expulsó del poder a los antiguos colegios, priores y confalonieros. Bajo el Consejo, se formaron dos comités permanentes: el Consejo de los Ocho, responsable de la política exterior y la conducción de la guerra, y el Consejo de los Doce, gerente de políticas financieras y comerciales y de crédito, así como también en asuntos internos y de justicia. Los antiguos consejos legislativos sobrevivieron, pero sus poderes se limitaron a aprobar las decisiones del Consejo de los Setenta. En 1480 se llevó a cabo una reforma fiscal y el impuesto a la propiedad aumentó considerablemente. Un punto importante de la reforma tributaria de Lorenzo Medici fue que no afectó la tributación de la renta de la tierra. Esto alentó la retirada del capital por parte de la burguesía florentina de la producción y el comercio y su inversión en tierras, y dio ímpetu a los procesos de "dominación" de la gran burguesía de la república. El régimen de Lorenzo el Magnífico también se caracterizó por una propaganda bien establecida, promoviendo la cohesión de la sociedad bajo la guía de la casa Médici.
Sin embargo, la oposición interna al gobierno de los Médici siguió siendo bastante significativa. En 1471, la ciudad de Volterra se rebeló, pero esta rebelión fue brutalmente reprimida en 1472. En 1478, Francesco de' Pazzi creó una conspiración, apoyada por las grandes casas bancarias de la república y el papa. El 26 de abril de 1478, durante un servicio religioso, los conspiradores mataron al hermano de Lorenzo, Juliano de Médici, y cometieron un atentado contra el propio Lorenzo. Aunque la gente del pueblo apoyó a los Médici y los conspiradores fueron arrestados, la oposición mantuvo serios cargos en el gobierno, incluido el Consejo de los Setenta, y no permitió que Lorenzo liquidara las instituciones republicanas.
Florencia logró el mayor éxito bajo los Médici en el escenario internacional. La estricta adhesión a una alianza con Milán y Nápoles se combinó con la flexibilidad con respecto al papado. Esto contribuyó a la transformación de la república en el principal garante del sistema de equilibrio italiano, lo que aseguró la existencia relativamente pacífica de los estados italianos durante cuatro décadas, desde 1454 hasta 1494. Al comienzo del mandato de Lorenzo, las relaciones entre la república y el papa Sixto IV fueron bastante buenas: el papá apoyó la conspiración Pazzi, impuso un interdicto sobre Florencia y en 1479 lanzó una invasión de la república. Pero ya en 1480 el señor Lorenzo logró hacer las paces con el papa, y en 1484, gracias a la intervención de Florencia, fue posible resolver pacíficamente el conflicto entre Roma y Ferrara. En 1487, se adquirió Sarzana, una importante cabeza de puente en la costa de Liguria. Sin embargo, el principal logro de la política exterior de la República Florentina durante el gobierno de Lorenzo el Magnífico fue la disuasión exitosa de Francia de la interferencia en los asuntos italianos.
Sin embargo, a pesar de todos los éxitos y la relativa prosperidad, la República Florentina no pudo mantener el estatus de un gran poder. El aumento de los impuestos y los gastos improductivos del estado durante el mandato de Lorenzo, el esplendor de su corte, las constantes festividades y torneos causaron un aumento del descontento entre los sectores medios de la población. La falta de un ejército permanente hizo que la república fuera vulnerable a un fuerte adversario externo. El sistema de equilibrio italiano en realidad descansaba solo en la autoridad de Lorenzo el Magnífico. Por lo tanto, cuando Lorenzo falleció en 1492, este sistema colapsó: estalló un conflicto entre Milán y Nápoles, en el que el hijo de Lorenzo, Pedro II (1492-1494), se puso del lado de este último. El duque de Milán Ludovico Sforza solicitó ayuda a Francia. Con la pasividad de Florencia, las tropas francesas bajo el mando de Carlos VIII invadieron Italia en agosto de 1494. Este fue el comienzo de las guerras italianas (1494-1559). Cuando los franceses se acercaron a las fronteras de la república, Pedro II firmó la capitulación sin resistencia y transfirió las fortalezas de Sarzana, Pisa y Livorno a Carlos VIII. Tan pronto como se conocieron los términos del contrato, se produjo un levantamiento en Florencia. Los Médici fueron expulsados y la constitución republicana fue restaurada en el país.

## Segunda república
Después de la expulsión de los Médici, se restableció la antigua constitución republicana. La Asamblea del Pueblo eligió un colegio de doce acreditadores para seleccionar candidatos para puestos de alto nivel en el gobierno. Se creó un nuevo cuerpo legislativo supremo: el Gran Consejo (inspirado en el Gran Consejo de Venecia) de tres mil personas (una quinta parte de los aproximadamente quince mil ciudadanos de la República con derecho a voto), bajo cuyo control se colocaron todos los más altos órganos de gobierno. Tormentosos debates se desarrollaron en el país sobre las formas del desarrollo del estado de la república. A la cabeza del movimiento democrático se encuentra el fraile dominico Girolamo Savonarola, predicador talentoso y partidario de la reforma de la sociedad en el espíritu de estricta adhesión a los mandamientos morales. Al final del gobierno de los Médici, obtuvo una gran influencia en Florencia, especialmente en cuestiones de ética y religión. Bajo su influencia, Jesucristo fue proclamado el Signor de la República, los prestamistas fueron expulsados de Florencia, se llevó a cabo la condonación de deudas, se prohibieron los espectáculos y festivales, se quemaron artículos de lujo, pinturas y libros "inmorales" (por ejemplo, Boccaccio). Savonarola trató de construir un estado cristiano ejemplar en Florencia. No ocupó cargos gubernamentales, pero gracias a su autoridad, controló todo el sistema político de la república. En el campo de la política exterior, Savonarola y otros líderes de la nueva república fueron guiados por Francia. Pero después de que los franceses abandonaron Italia a fines de 1494, Florencia se encontró en una situación extremadamente difícil: el levantamiento en Pisa condujo a la separación de esta ciudad de la república, Sarzana fue capturada por Génova, y Pietrasanta por Lucca. Debido a las enseñanzas de Savonarola, también el papa Alejandro VI fue hostil a Florencia.
Los principales opositores de Savonarola fueron las principales familias florentinas, partidarias de un regreso a la oligarquía de principios del siglo XV, y seguidores del gobierno de los Médici. Con la formación de la liga antifrancesa de estados italianos en 1496, la presión sobre la república se intensificó bruscamente. En 1497, el papa declaró heréticos los sermones de Savonarola, lo excomulgó y exigió la extradición. En marzo de 1498, la mayoría en el gobierno de la república pasó a los opositores de Savonarola. Por orden del papa, el predicador fue arrestado y ejecutado el 23 de mayo.
Después de la muerte de Savonarola, el gobierno de la república dirigió toda su energía a la represión de los rebeldes en Pisa. Sin embargo, el asedio de Pisa se convirtió en una vergonzosa derrota para el ejército de condottieros empleados por Florencia. La situación se intensificó con la formación del fuerte estado de Cesar Borgia en Romaña. En 1501, Cesar atacó Florencia. Esto provocó levantamientos en Arezzo, Montepulciano y Pistoia. La república no pudo proporcionar una resistencia efectiva. Solo la intervención de Francia obligó a Cesar Borgia a retirar sus tropas del Valle del Arno. La crisis de la política exterior agravo los problemas internos. El gran y democrático Gran Consejo y el frecuente cambio de altos funcionarios de la república impidieron el fortalecimiento del estado.
En 1502, se llevó a cabo una reforma fundamental del sistema de gestión: el puesto de Confaloniero de justicia se hizo vitalicio. El 1 de noviembre de 1502, Piero Soderini fue elegido Confaloniero de la república, y Nicolás Maquiavelo pronto se convirtió en su asesor. El gobierno finalmente ganó estabilidad y autoridad, su condición financiera mejoró un poco, y después de la muerte del papa Alejandro VI, el colapso del estado de Cesar Borgia y la conclusión del mundo franco-español en 1505, la política exterior de Florencia también volvió a la normalidad. Bajo la influencia de Maquiavelo, se llevó a cabo una reforma militar: la república se negó a utilizar destacamentos contratados, por ello en 1506 se creó el ejército nacional, la milicia popular. Las nuevas tropas de Florencia sitiaron y en 1509 capturaron Pisa, restaurando así el territorio del estado.
Sin embargo, en general, la República Florentina se mantuvo relativamente débil: una fuerte oposición patricia de una constitución democrática continuó existiendo en el país, no había fuerzas financieras y militares suficientes para competir en igualdad de condiciones con las grandes potencias. El curso pro-francés de Soderini, dada la unificación de Italia contra Francia, también planteó una amenaza significativa para la república. Como resultado de la guerra de la Liga Santa en 1512, los franceses fueron expulsados de Italia. Florencia permaneció en completo aislamiento político. En el Congreso de Mantua de 1515, los estados de la Liga Santa reconocieron el derecho de los Médici en Florencia. El ejército español invadió la república bajo el mando de Ramón Folch de Cardona-Anglesola, que capturó Prato y se acercó a Florencia. La ciudad entró en pánico, Soderini huyó a Ragusa, el gobierno fue incapaz de resistir. Florencia pronto se rindió, aceptó la devolución del poder a los Médici y el pago de indemnizaciones por un monto de 140 mil ducados.

## Restauración de los Médici (1512-1527)
Después de la restauración de los Médici en 1512, la asamblea popular florentina eligió un comité especial de Cuarenta y cinco (más tarde, sesenta y cinco) para reformar el sistema estatal, la mayoría de los cuales pertenecían a los partidarios de los Médici. El cardenal Giovanni Medici, hijo de Lorenzo el Magnífico, fue nombrado presidente del comité. El Gran Consejo y la Policía Popular fueron liquidados, y los cuerpos que existieron bajo Lorenzo fueron restaurados. Formalmente, según el nuevo sistema estatal, el poder supremo pertenecía al Consejo de los Setenta y la Signoria de ocho Priores y el Confaloniero, pero en realidad las palancas de control se concentraron en una comisión especial (bali), que se convirtieron en una institución permanente. El Bali nombraba los miembros de la Signoria cada dos meses y determinaba la política interna y externa del estado. De hecho, el poder pertenecía únicamente al cardenal Giovanni Medici, quien dirigió el trabajo del Bali y otros órganos de gobierno.
En 1513 Giovanni de Médici fue elegido Papa con el nombre de León X. Como resultado, Florencia se convirtió en un apéndice del estado papal. Toda la política exterior de la república estaba completamente subordinada a los intereses de Roma. El hermano de León X Juliano de Médicis, duque de Nemour, fue declarado nominalmente gobernante de Florencia, y después de su muerte en 1516, el hijo de Pedro de Médici, Lorenzo de Médici, duque de Urbino. Sin embargo, de hecho, el gobierno interno de la república siguió en manos del papa León X. En ese momento, la orientación de Florencia hacia Francia aumentó considerablemente: Lorenzo II se casó con la princesa de la casa real francesa y su hija Catalina más tarde se convirtió en reina de Francia. Después de la muerte de Lorenzo en 1519, la República Florentina fue transferida bajo el control del cardenal Julio de Medici, hijo ilegítimo de Juliano de Médici,un hermano de Lorenzo el Magnífico que fue asesinado durante la conspiración de Pazzi. Bajo el cardenal Julio, Florencia estuvo en relativa calma, se estabilizó el sistema estatal y la situación financiera. Su política interna continuó la tradición Médici del diálogo con todos los estratos sociales de la sociedad y un compromiso extravagante con los valores democráticos y republicanos.
La restauración de los Medici coincidió con el comienzo del declive general de la economía de Italia en general y de Florencia en particular. El mercado interno se mantuvo débil debido a las políticas proteccionistas de cada uno de los estados italianos y las numerosas restricciones aduaneras. La omnipotencia de los círculos comerciales y financieros florentinos obstaculizó el desarrollo de la industria en otras ciudades de la república, y el distrito rural fue explotado exclusivamente en interés de Florencia. Los países extranjeros siguieron siendo el principal mercado para la industria de la república, sin embargo, desde finales del siglo XV, los florentinos comenzaron a ser expulsados de Inglaterra, Francia y otros países. Además, la tela inglesa comenzó a ganar competencia en los mercados europeos e italianos de Florencia, mientras que las importaciones de lana de Inglaterra y tintes del Levante disminuyeron drásticamente. Esto condujo a una caída en la producción en las principales industrias de Florencia. En comparación con el comienzo del siglo XV, la producción de telas en la década de 1520 disminuyó casi 4 veces. Un ligero aumento en la producción de telas de seda y artículos de lujo no compensó la disminución en otras áreas de producción. El Descubrimiento de América y el traslado de las rutas comerciales de Europa hacia el Atlántico también golpeó duro en el comercio florentino. La disminución afectó las operaciones bancarias: las casas bancarias de Florencia perdieron sus posiciones de liderazgo en Europa y su influencia en los tribunales de Inglaterra, Francia y otros países, desplazados por los círculos financieros locales.
El declive de la industria, el comercio y la banca en Florencia llevó al hecho de que la burguesía florentina comenzó a retirar su capital de la circulación e invertirlos en la adquisición de tierras. Comenzó a formarse una nueva aristocracia de la tierra, enfocada en obtener la renta de la tierra mediante el arrendamiento de sus posesiones a los campesinos, lo que comenzó a acercarse a la antigua nobleza feudal. Por otro lado, después de perder sus empleos en la ciudad, muchos trabajadores asalariados regresaron a las aldeas, ampliando así el número de campesinos. La falta de tierras contribuyó a la aprobación de un pequeño arrendamiento en condiciones bastante difíciles en las aldeas florentinas: la mitad de los productos agrícolas del campesino fueron confiscados a favor del propietario. Esto condujo a una restricción parcial de la libertad personal de los campesinos y a la formación de relaciones semifeudales en el sector agrícola.
En 1523, el cardenal Julio se convirtió en el papa Clemente VII. Florencia volvió a estar bajo el control directo del papado. Los gobernantes formales de las repúblicas fueron los menores Hipólito y Alejandro de Médici, los hijos ilegítimos de Juliano y del papa Clemente, pero las palancas del poder permanecieron con el papa, quien designó representantes del clero para la república. La larga subordinación de Florencia a los intereses del papado y la ofensiva contra las tradiciones republicanas de sus funcionarios, junto con el deterioro de la situación económica y el crecimiento del desempleo, causaron un aumento gradual de la oposición al gobierno de los Médici entre la población en general. La noticia de la captura y saqueo de Roma por soldados alemanes en 1527 y la huida del papa Clemente VII provocó un levantamiento en Florencia y el nuevo exilio de los Médici.

## La caída de la República Florentina (1527-1532)
Después de la expulsión de los Médici de Florencia, la constitución republicana fue nuevamente restaurada. El Gran Consejo de doscientos ciudadanos de la república elegidos por el antiguo sistema democrático se convirtió en la autoridad suprema. La competencia del Gran Consejo incluía la formación del gobierno: Signoria de ocho anteriores y Confaloniero de justicia, así como la aprobación de las leyes de la república. La signoria supervisó la política nacional y exterior y redactó leyes presentadas al Gran Consejo. Poderes especiales fueron otorgados al Consejo de los Diez responsable de asuntos militares. El Confaloniero se desempeñó como jefe de Estado y fue elegido por un año, con el derecho de reelección un número ilimitado de veces.
El 31 de mayo de 1527, Nicolo Capponi, en representación de los intereses de los republicanos moderados, fue elegido Confaloniero de Florencia. Sin embargo, una lucha aguda comenzó inmediatamente en el país entre varios grupos políticos: Fratheski (comerciantes moderados, principalmente pequeños), Plesles (partidarios de los Médici), Ottimati (aristocracia) y Arrabiati (demócratas radicales, oponentes ardientes de los Médici). La lucha terminó con la victoria de los radicales, principalmente pequeños artesanos y comerciantes, a los que se unieron los estratos sociales más bajos. Bajo su presión, en el verano de 1527, Florencia anunció su adhesión a la Liga de Cognac y apoyó a los franceses en su invasión de Italia. Sin embargo, los éxitos iniciales del ejército francés pronto se convirtieron en una derrota en Landriano. El 5 de agosto de 1529, Francia firmó la Paz de Cambrai separada con el rey de España y emperador alemán Carlos V, abandonando las reclamaciones a los territorios italianos. Pronto el papa salió de la guerra: al firmar el Tratado de Barcelona (1529), Clemente VII se comprometió a coronar a Carlos V como emperador y reconoció la hegemonía española en Italia, por lo que recibió la promesa de ayuda imperial para restaurar el poder de los Médici en Florencia.
Después de los tratados de Cambrai y de la coronación de Carlos en Bolonia en 1530, la resistencia a las fuerzas imperiales y españolas en la península itálica fue continuada solo por Florencia. La milicia popular se recreó en la república, se contrataron destacamentos de mercenarios profesionales y, bajo el liderazgo de Miguel Ángel Buonarroti, comenzó la creación de fuertes fortificaciones para la defensa de la ciudad. Nicolo Capponi, que intentaba iniciar negociaciones de paz con el papá, fue destituido de su cargo como Confaloniero. Los radicales, liderados por el nuevo Confaloniero Francesco Carducci, llegaron al poder. Sin embargo, en septiembre de 1529, las tropas imperiales invadieron el territorio de la república y capturaron Firenzuola causando pánico en la capital y la fuga de muchos aristócratas y grandes comerciantes. Para el 24 de octubre, el ejército del Príncipe de Orange se acercó a Florencia. Contra el ejército imperial de 40 mil hombres, la república no podía levantar más de 13 mil soldados. Sin embargo, la heroica defensa de Empoli y Volterra por parte del ejército florentino, permitió a Francesco Ferrucci contener el ataque de las tropas imperiales durante un tiempo e infligirles un daño significativo. Pero el 3 de agosto de 1530, los florentinos fueron derrotados en la feroz Batalla de Gavinana, en la que cayeron el Príncipe de Orange y Francesco Ferucci. A pesar del heroísmo de los defensores de Florencia, la ciudad estaba condenada. Después de once meses de defensa, comenzaron las negociaciones con el papa. El 12 de agosto de 1530, Florencia se rindió y aceptó el regreso de los Médici y la reforma del sistema estatal de la república.
La entrada de las tropas papales-imperiales en la ciudad estuvo acompañada de represiones masivas, ejecuciones y la expulsión de los republicanos. En 1531, su nuevo gobernante, Alejandro de Médici, nieto de Lorenzo el Magnífico, llegó a Florencia. La constitución democrática fue abolida, y en 1532 Alejandro fue proclamado duque de Florencia. Esto significó el fin de la República Florentina y su transformación en una monarquía hereditaria bajo el gobierno de la casa de Médici. Después de la anexión de Siena aliada francesa en la Guerra italiana en 1557, el nuevo estado recibió el nombre del Gran Ducado de Toscana desde 1569.